# Лехия (футбольный клуб, Зелёна-Гура)
«Ле́хия» Зелёна-Гура (пол. Lechia Zielona Góra) — польский футбольный клуб, выступающий в Третьей лиге группе III. Команда основана в 1946 году. В 2007 году клуб пережил кризис, который едва не привёл к его закрытию.

## Прежние названия
- 1946 — РКС «Вагмо» (вагоны и мосты)
- 1951 — СК «Сталь»
- 1955 — СК «Застал»
- 1957 — СК «Лехия»
- 1967 — СК «Застал»
- 1973 — МБКС «Лехия»
- 1990 — МБКС «Лехия-Полмозбыт»
- 2000 — ЗТП «Лехия»
- 2000 — АСПН «Зрыв»
- 2001 — СК «Лех-Зрыв»
- 2005 — СК «Лехия»

## Достижения
Четвертьфинал кубка Польши — 1986/87